# 終わりない夢
「終わりない夢」（おわりないゆめ）は、相川七瀬の20枚目のシングル。2002年6月5日発売。

## 解説
復帰第1弾シングル。読売テレビ制作・日本テレビ系『犬夜叉』オープニング・テーマ。表題曲は現WANDS・abingdon boys school、元al.ni.coのギタリスト柴崎浩の作曲。テレビ番組でも度々出演。久々にカラオケ・ヴァージョンが収録。相川はレコーディングの際、現場に子供を連れて取り組んでいた。『犬夜叉』主題歌になる前提で本作の作詞を手掛けた。

## 収録曲
1. 終わりない夢
  - 作詞：相川七瀬　作曲：柴崎浩　編曲：KANAME
2. Cryin' in the rain
  - 作詞：吉元由美　作曲：相川七瀬　編曲：DJ TAKE
  - 相川初の作曲楽曲。
3. DO IT!!
  - 作詞：相川七瀬　作曲・編曲：西村麻聡
4. 終わりない夢（inst.）

## 収録アルバム
終わりない夢
- ID:2
- NANASE AIKAWA BEST ALBUM "ROCK or DIE"（メモリアル盤のみ）

## 参加ミュージシャン
- KANAME - ギター、ベース、プログラミング
- 柴崎浩 - コーラス
- DJ TAKE - プログラミング
- 西村麻聡（FENCE OF DEFENSE） - ベース、プログラミング